# Čao Laru
Čao Laru (pronunciado "tchau larru") é uma banda franco-brasileira formada em 2015 na cidade de Rennes, na França. Misturam elementos de diversos estilos musicais e são considerados um grupo "viajante" ou "nômade", já que está constantemente viajando em uma Kombi para realizar suas turnês.

## História
Os integrantes Noubar Sarkissian Junior (filho de pai egípcio e mãe brasileira), Laura Aubry, Marie Tisser, Louise Aleci e Victor Ledoux se conheceram em 2015 em Rennes, na França, onde cursavam mestrado em Pedagogia Musical. Decidiram criar um grupo de "músicos interventores" que realizaria apresentações em asilos, creches e hospitais.
Segundo eles, "čao laru" é um termo que mistura sérvio e francês que eles usam para se cumprimentar e despedir, sendo também "uma exclamação, um convite à partilha e ao arrebatamento". Especificamente, "čao" é uma expressão comum no leste europeu, enquanto que "laru" vem de "la rue", que significa "a rua" em francês. Assim, o nome do grupo pode significar "oi, rua!" ou "tchau, rua!".
Em 2016, fizeram a primeira turnê fora da França, em Cuba. Depois, em junho do mesmo ano, fizeram uma turnê maior, em 13 países da Europa, circulando em uma motorhome alugada. Em outubro, vieram para o Brasil e compraram uma Kombi, com a qual excursionaram do estado da Bahia até a Patagônia. O veículo quebrou em Esquel, na Patagônia, e como não havia peças disponíveis para consertá-lo, o grupo dependeu de caronas para dar continuidade à turnê. Ainda naquele ano, lançaram um EP, autointitulado.
Em 2018, lançaram o disco Kombiphonie. No ano seguinte, em 1 de fevereiro, veio o disco Fronteiras, lançado em formato digital e vinil e tendo participações de, entre outros e outras, Juliana Strassacapa, vocalista do Francisco, el Hombre; e Luiz Gabriel Lopes, vocalista do Rosa Neon.
No final de 2019, lançaram o single e clipe "Quero Falar", que questiona a maneira como a humanidade dispõe de seu lixo.
Em maio de 2020, lançaram seu terceiro disco, Libre (pelo novo selo Pequeno Imprevisto), precedido por quatro singles, entre eles "Soleil Grand Matin", que foi escrito em criolo, e "Não Estaremos Sós", que recebeu um clipe gravado de forma colaborativa com fãs. A obra foi viabilizada por meio de uma campanha de financiamento coletivo cuja verba levantada foi parcialmente revertida a projetos sociais. O disco, previsto originalmente para agosto, foi liberado em maio para agilizar as doações.

## Estilo musical
O grupo mistura elementos de música da França, da Macedônia, do Brasil, da Índia, da Occitânia, dos Balcãs, entre outros, incluindo maracatu, samba, chacareca, afoxé, baião, valsa francesa, hip hop e milonga.
A banda se define como um grupo de world music (música do mundo), mas eles têm se visto como world music no sentido de "música para o mundo". No total, a banda trabalha com 26 instrumentos.

## Integrantes

### Formação atual
Conforme duas fontes publicadas na primeira semana de março de 2020 e uma fonte sem data específica que informa a saída de Fábio Pádua em abril do mesmo ano.
- Noubar Sarkissian Junior — vocal, cavaquinho, pandeiro, acordeão, violão
- Léa Catarina Duez — vocais, flautas, saxofone, percussão
- Nicolle Bello — vocal, dança, percussão
- Joel Rocha — rabeca, guitarra, flautas, violão
- Pedro Destro — baixo, contrabaixo
- Manuel Tirso — bateria

### Ex-integrantes
Os ex-membros abaixo são mencionados em diversas fontes. Além disso, em maio de 2020, afirmaram que já trocaram de baixista sete vezes, sendo que pessoas do Brasil, da França, do México e da Argentina já assumiram esse posto; explicaram uma vez que mudam de baixista e baterista constantemente para se adaptarem aos ritmos locais de onde estiverem tocando. No todo, já tiveram membros da França, do Brasil, da Argentina, da Itália e do México.
- Fábio de Pádua — flauta, clarinete, violino, bandolim, triângulo
- Ana Brandão — dança
- Marie Tisser — vocais, violoncelo
- Victor Ledoux — vocais, saxofone
- Louise Aleci — vocais, violino
- Cecilia Iovino — vocais, sapateado, dança
- Laura Aubry — vocais, acordeão
- Yann Le Traon — contrabaixo
- Pedro Correa Abrantes Pinheiro — baixo, contrabaixo
- Felipe Trez — bateria

## Discografia

### EPs
- Čao Laru (2016)

### Álbuns
- Kombiphonie (2018)
- Fronteiras (2019)
- Libre (2020)

### Singles
- "Quero Falar" (2019)
- "Não Estaremos Sós" (2020)
- "La Ruta Natural" (2020)
- "Soleil Grand Matin" (2020)